# 이그나치 얀 파데레프스키

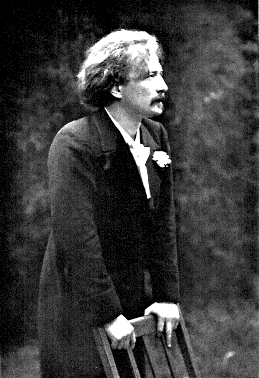
파데레프스키

이그나치 얀 파데레프스키(폴란드어: Ignacy Jan Paderewski, 1860년 11월 18일 ~ 1941년 6월 29일)는 폴란드의 피아니스트, 작곡가이자, 제1차 세계대전 직후인 1919년에 폴란드 공화국의 탄생 직후 총리직을 역임한 정치인이다.

## 생애
폴란드의 쿠리를후카에서 태어났다. 1872년 바르샤바 음악원에서 피아노를 배우고, 졸업 후 5년간은 모교의 피아노과 교수였고, 다시 1881년 이후는 베를린에서 수년간 작곡법등을 배웠으나, 피아니스트가 될 것을 결심하고 곧바로 빈으로 가서 테오도르 레셰티츠키에게 배웠다. 1887년, 빈에서 독주회를 열게 되자 명성은 점차 높아가고, 1909년에는 바르샤바 음악원 원장이 되었다. 제1차 세계대전이 발발하자 미국으로 갔으며, 우드로 윌슨 대통령에게 폴란드의 자유를 권유하였다. 전쟁이 끝나고 폴란드가 독립을 맞자, 귀국하여 폴란드 공화국 최초의 수상과 외무장관직이 되었다.
그러나 수상직과 외무장관직은 단 1년으로 사임하고, 다시 피아니스트로서 화려한 활동을 하였다. 1939년 독일과 소련의 폴란드 침공 이후 망명정부에 참여하였다. 만년에는 스위스에서도 살았으나, 다시 미국으로 가 뉴욕에서 객사하였다. 그는 알링턴 공동 묘지에 안장되었으나, 1991년 폴란드로 유해가 옮겨져 바르샤바 대성당에 안치되었다. 옥스퍼드 대학교와 컬럼비아 대학교에서 명예 학위를 받았다.

## 음악가로서
라흐마니노프와 동시대를 살면서 당시 최고의 피아니스트 및 작곡가로 명성을 펼쳤다.
명연주는 쇼팽의 폴로네이즈 op. 53 '영웅', 에튜드, 마주르카, 녹턴, 베토벤의 월광 소나타 등이다. 대부분 굉장히 음질이 안 좋은데, 그럼에도 중간 중간 변주를 넣고, 조금씩 곡을 바꾸어 더 화려하게 만든 것들이 굉장히 눈에 띈다. 다른 피아니스트들과는 굉장히 다른 해석을 보인다. 대표적으로 호로비츠가 그렇게 해석을 많이 하는 것으로 유명한데, 그것과는 또 다른 느낌이다.
대표적으로 그가 한 업적 중에는 쇼팽 곡을 정리해서 만든 Paderewski edition이 있는데, 이 Edition은 Chopin의 곡을 칠 때 가장 자주 사용되는 Edition이며 Chopin Institute에서도 공식적으로 International Chopin Competition에서 사용하게 되어있는 Edition이다. (그런데 실제로 이 중에 Paderewski가 편집한 곡들이 몇 안되어 너무 Paderewski에게만  공이 집중된 느낌이 있다는 평도 있다)

## 같이 보기
- 파데레프스키 상

## 참고 문헌
- 편집부, 《최신 명곡해설》, 세광아트, 1992, ISBN 89-03-22101-X